# Наумцев, Юрий Наумович
Юрий Наумович Наумцев (29 сентября 1937, Баку — 13 августа 1993) — советский баскетболист, характерный киноактёр.

## Биография
Юрий Наумцев родился в Баку в 1937 году. Отец — Наум Григорьевич Наумцев — известный футболист, капитан команды «Нефтяник», игрок команды «Динамо» в конце 1940—1950-х годов, бронзовый призёр чемпионата СССР 1947 года. Мать — Зоя Николаевна Астафьева — актриса, играла характерные роли в любительском театре.
Юрий с 1950-х годов профессионально занимался баскетболом в Баку. Позже переехал в Москву, стал играть за баскетбольный клуб «Динамо» (Москва). Играл за сборную СССР вместе с Александром Петровым, Владимиром Рыбалко и Увайсом Ахтаевым. Спортивная карьера завершилась в конце 1970-х годов.
Закончил МГИМО. Во время учёбы в МГИМО играл в КВН.
С 1967 года начал сниматься в кино в эпизодических ролях. Однако в 1970-х годах отошёл от актёрской профессии. Работал заместителем директора Комбината бытовых услуг фирмы «Заря». В конце 1970-х годов его приглашали на кинопробы фильма «Д’Артаньян и три мушкетёра» (на роль Портоса), но руководство фирмы «Заря» его не отпустило.
В 1980-х годах вернулся в кино, сыграв две запоминающиеся роли второго плана — хамоватого громилу-полицейского Фрэнка в «ТАСС уполномочен заявить…» и хмурого и корыстолюбивого эцилоппа-судью в «Кин-дза-дза!».
Во время съёмок фильма «Кин-дза-дза!», которые проходили летом в пустыне, у Юрия Наумцева случился инсульт. В результате он получил частичную потерю памяти и инвалидность. После чего, несмотря на приглашения, сниматься в кино он уже физически не мог.
Умер в 1993 году от повторного инсульта. Похоронен в Московской области на Николо-Архангельском кладбище. Три сына — Олег (старший), Никита и Матвей (младший).

## Фильмография

Ю. Наумцев в роли эцилоппа-судьи («Кин-дза-дза!», 1986)

- 1967 — Разбудите Мухина! — ассистент лектора, гладиатор
- 1969 — Сказка о сказке — бригадный командир
- 1969—1970 — Две улыбки — майор
- 1970 — Судьба резидента — охранник, сопровождавший в тюрьму героя Георгия Жжёнова
- 1970 — Свистать всех наверх! — моряк, сопровождающий мальчика
- 1971 — Тайна железной двери — Плохой прохожий, Хороший прохожий
- 1984 — ТАСС уполномочен заявить… (вторая серия) — полицейский Фрэнк (озвучил Роман Филиппов)
- 1986 — Кин-дза-дза! (в титрах не указан) — эцилопп-судья